# 毛狗肝菜
毛狗肝菜（学名：Dicliptera induta）是爵床科狗肝菜属的植物，是中国的特有植物。分布于中国大陆的云南等地，生长于海拔400米至700米的地区，见于平原上，目前尚未由人工引种栽培。